# Arckanum
Arckanum è una one man band black metal svedese, fondata a Mora nel 1992.

## Formazione

### Formazione attuale
- Shamaatae – voce e tutti gli strumenti (1992-presente)

### Ex componenti
- Loke Svarteld – chitarra (1993)
- Sataros – voce (1993)

## Discografia

### Album in studio
- 1995 – Fran marder (Necropolis Records)
- 1997 – Kostogher (Necropolis Records)
- 1998 – Kampen (Necropolis Records)
- 2008 – Antikosmos (Debemur Morti Productions)
- 2009 – ÞÞÞÞÞÞÞÞÞÞÞ (Debemur Morti Productions)
- 2010 – Sviga læ (Regain Records)
- 2011 – Helvítismyrkr (Season of Mist)
- 2013 – Fenris kindir (Season of Mist)
- 2017 – Den förstfödde (Folter Records)

### Raccolte
- 2004 – The 11 Year Anniversary Album (Carnal Records)

### EP
- 2002 – Boka vm Kaos (Carnal Records)
- 2004 – Kaos svarta mar (Blut & Eisen Productions)
- 2008 – Antikosmos (Debemur Morti Productions)
- 2008 – Grimalkinz Skaldi (Carnal Records)
- 2009 – Þyrmir (Debemur Morti Productions)

### Split
- 2003 – Kosmos wardhin dræpas om sin/Emptiness Enthralls (Carnal Records)
- 2004 – Kaos svarta mar/Skinning the Lambs (Carnal Records)
- 2008 – Arckanum/Sataros Grief (Carnal Records)

### Demo
- 1993 – Rehearsal 1993 (autoproduzione)
- 1993 – Demo 1993 (Fulghin)
- 1994 – Rehearsal 1994 (autoproduzione)
- 1994 – Trulen (Fulghin)